# Saíra-cara-de-fogo

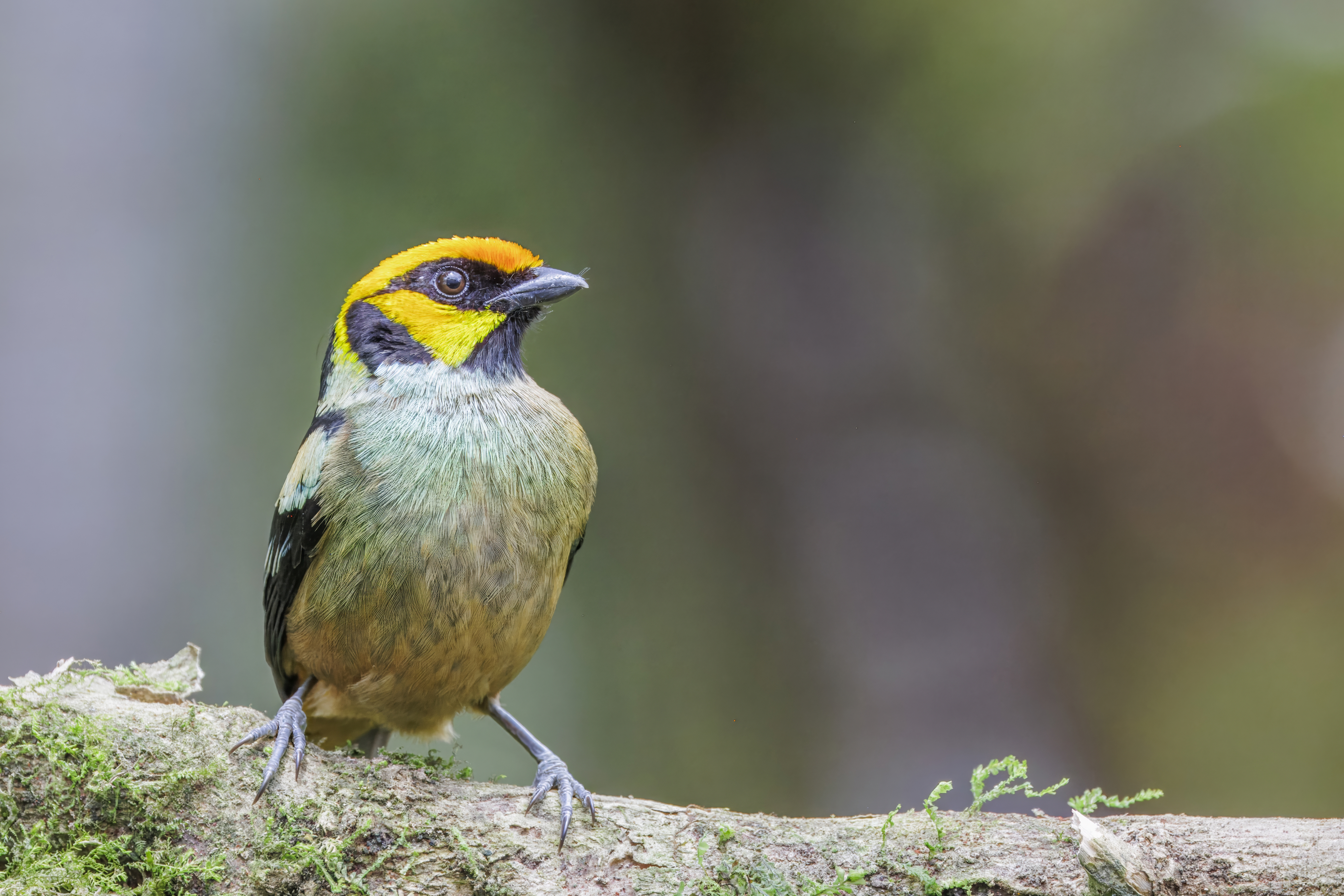
T. p. lunigera

A saíra-cara-de-fogo (Tangara parzudakii) é uma espécie de ave da família Thraupidae. É endêmica da América do Sul e ocorre nos Andes orientais da Colômbia, Equador, Peru e Venezuela. Seu habitat natural são florestas montanas úmidas subtropicais ou tropicais. É uma espécie de aparência distinta, com partes superiores pretas e verde-opalescente, partes inferiores verde-opalescente e bege, e uma face vermelho-escura com amarelo. A subespécie lunigera não apresenta o vermelho-escuro na face, que é substituído por vermelho-alaranjado.
É onívora, alimentando-se de frutos e artrópodes. O forrageamento ocorre quase exclusivamente em galhos cobertos de musgo. A reprodução acontece na estação chuvosa. Os ovos são depositados em ninhadas de dois, sendo brancos com manchas marrons claras concentradas na extremidade maior. Os filhotes emplumados são alimentados por ambos os pais. A saíra-cara-de-fogo está classificada como espécie pouco preocupante pela União Internacional para a Conservação da Natureza (IUCN) na Lista Vermelha da IUCN. Contudo, enfrenta declínio populacional devido à destruição de habitat.

## Taxonomia e sistemática
A saíra-cara-de-fogo foi descrita como Tanagra parzudakii por Frédéric de Lafresnaye em 1843, com base em espécimes coletados em Santa Fé, Bogotá, Colômbia. O nome genérico Tangara vem da palavra tupi tangara, que significa "dançarino". O epíteto específico parzudakii homenageia o francês coletor e comerciante de história natural Charles Parzudaki. O nome em inglês, flame-faced tanager, é o nome comum oficial designado pela International Ornithologists' Union (IOC).
A saíra-cara-de-fogo é uma das 27 espécies do gênero Tangara. Dentro do gênero, é agrupada com a saíra-de-bigode-azul [en], saíra-ouro, saíra-esmeralda, saíra-dourada [en], saíra-de-papo-prateado,  saíra-de-cabeça-dourada e saíra-de-orelha-dourada [en]. Essa colocação é apoiada por evidências de DNA. No entanto, não se sabe qual dessas espécies é a irmã da saíra-cara-de-fogo.

### Subespécies
Existem três subespécies da saíra-cara-de-fogo, reconhecidas com base em pequenas diferenças na plumagem.
- T. p. parzudakii (Lafresnaye, 1843): A subespécie nominal, ocorre no sudoeste da Venezuela, nos Andes colombianos orientais e na encosta leste dos Andes equatorianos.
- T. p. urubambae Zimmer, 1943: Encontrada na encosta leste dos Andes peruanos. É semelhante à nominal, mas tem um bico menor e mais robusto, um píleo mais claro e a testa e o ventre mais opacos.
- T. p. lunigera (P.L. Sclater, 1851): Ocorre na encosta do Pacífico dos Andes colombianos e no noroeste do Equador, a altitudes de 1.000 a 2.600 m. Tem uma face vermelho-alaranjada em vez de vermelha. Algumas autoridades a reconhecem como uma espécie distinta.[6][7]

## Descrição
A saíra-cara-de-fogo é uma espécie de tamanho médio da família Thraupidae, com comprimento médio de 14 a 15 cm e massa de 28 g. Ambos os sexos têm aparência semelhante.
O corpo é predominantemente preto com verde prateado. A aurícula, a superfície malar e a testa são vermelho-escuras, enquanto o píleo e a nuca são amarelas. As partes inferiores são majoritariamente verde-opalescente misturado com bege. O centro do ventre é bege-canela claro, enquanto os flancos e as coberteiras das penas inferiores da cauda são mais escuras. A parte inferior do dorso e a garupa são dourado-opalescentes, frequentemente com um tom azulado. A íris é marrom-escura, o bico é preto e os pés são cinza-escuros. Os imaturos têm amarelo opaco em vez de vermelho na cabeça. A garganta é bege-acinzentada clara, enquanto as partes pretas nos adultos são escuras e opacas. No geral, a plumagem é mais opaca que a do adulto.
A subespécie nominal é improvável de ser confundida com outras espécies devido à plumagem facial vermelho-escura, mas lunigera assemelha-se à saíra-de-cabeça-dourada. No entanto, pode ser distinguida pelo peito esverdeado, área ao redor da cloaca amarela e tamanho menor desta última.

## Distribuição e habitat
As saíras-cara-de-fogo habitam os Andes da Colômbia, Equador, Venezuela e Peru, a altitudes de 1.000 a 2.600 m. Vivem em florestas montanas e nubladas, sendo mais frequentes acima de 1.500 m. Também são encontradas em bordas de florestas e em locais de crescimento secundário alto.

## Comportamento e ecologia
A saíra-cara-de-fogo é mais comumente encontrada em pares ou grupos de 3 a 7 aves. Também é frequentemente vista em bandos mistos de forrageamento, compostos principalmente por outras espécies da família Thraupidae. Em média, esses bandos contêm sete outras espécies.

### Dieta
Como outros pássaros de seu gênero, a saíra-cara-de-fogo é onívora, alimentando-se de frutos, artrópodes, gomos florais e néctar. O forrageamento ocorre principalmente no dossel florestal. Os frutos preferidos incluem espécies de Miconia e Cecropia. Mais da metade dos frutos é coletada por recolha, mas também pode ser obtida por sondagem ou outras técnicas. Os artrópodes são coletados quase inteiramente de galhos total ou parcialmente cobertos de musgo, por métodos como recolha e sondagem.

### Reprodução
Na Colômbia, adultos foram observados alimentando-se mutuamente com frutos silvestres como parte do cortejo sexual em fevereiro. No Equador, populações da subespécie parzudakii foram observadas reproduzindo-se de janeiro a julho, durante a estação chuvosa. Os ninhos foram observados principalmente em pastagens, mas alguns também foram encontrados em florestas, bordas de florestas e em estruturas artificiais. Os ninhos são construídos exclusivamente pela fêmea, em locais ocultos de todos os lados. O macho espera ao lado da fêmea durante a construção, mas não a ajuda diretamente. Os ninhos são taças abertas e robustas, feitas de fibras rígidas, pedaços de samambaia, musgo e outros materiais orgânicos. O interior do ninho é forrado com folhas mortas de espécies de Chusquea, folhas secas de bromélias e fibras claras. Três ninhos medidos no Equador tinham diâmetro externo médio de 12,3 cm, diâmetro interno de 6 cm, altura externa de 9,8 cm e altura interna de 4,5 cm.
O tamanho da ninhada é de dois ovos, incubados pela fêmea. Os machos alimentam a fêmea com frutos silvestres durante a incubação. Os ovos são brancos, com manchas marrons claras mais densas na extremidade maior. Uma amostra de cinco ovos do Equador mediu, em média, 20 x 16,7 mm, com massa média de 3,2 g. Ninhos com filhotes emplumados foram observados em maio. Os filhotes são alimentados por ambos os pais. Alimentos comuns incluem artrópodes como tetigoniídeos, borboletas e mariposas da ordem Lepidoptera, e aranhas, além de frutos amassados. Os ninhos com filhotes são regularmente sondados, o que ajuda a remover parasitas. Os filhotes nascem sem penas ou pelos.

## Estado de conservação
A saíra-cara-de-fogo está classificada como espécie pouco preocupante pela União Internacional para a Conservação da Natureza (IUCN) na Lista Vermelha da IUCN, devido à sua ampla distribuição e relativa abundância. No entanto, sua população está em declínio devido à destruição de habitat em sua área de distribuição. A subespécie lunigera, reconhecida como espécie distinta pela IUCN, também é classificada como pouco preocupante pelos mesmos motivos.